# Andrea De Sica
Pour les articles homonymes, voir De Sica.
Andrea De Sica, né le 30 décembre 1981 à Rome dans la région du Latium (Italie), est un réalisateur, scénariste et compositeur italien. Petit-fils du réalisateur Vittorio De Sica et fils du compositeur Manuel De Sica, il remporte en 2017 le Ruban d'argent du meilleur nouveau réalisateur avec son premier film, I figli della notte (it).

## Biographie
Fils du compositeur Manuel De Sica et de la productrice Tilde Corsi (it), il naît à Rome en 1981.
En 2003, il travaille comme assistant-réalisateur sur le drame sentimentale La Fenêtre d'en face (La finestra di fronte) de Ferzan Özpetek et l'année suivante sur celui du drame napolitain Vento di terra de Vincenzo Marra.
Après des études en philosophie à l'université de Rome III, il est diplômé du Centro sperimentale di cinematografia en 2009. En 2010, il collabore avec Daniele Vicari sur le documentaire Foschia pesci Africa sonno nausea fantasia et travaille en 2011 et 2012 sur la série télévisée animée Mia et moi (Mia and Me). Il réalise seul en 2013 son premier documentaire, Città dell'uomo, qui est consacré à l'entrepreneur Adriano Olivetti.
Avec son premier film, I figli della notte (it), il remporte le Ruban d'argent du meilleur nouveau réalisateur en 2017. Il est également l'auteur du scénario et le compositeur de la musique de ce film.
En 2018, il coréalise avec Anna Negri la série télévisée Baby. Cette série s'inspire du scandale italien du Baby Squillo, à savoir la découverte d'un réseau de prostitution de mineures dans le quartier italien de Parioli en 2014.

## Filmographie

### Comme réalisateur

#### Au cinéma
- 2007 : L'Inferno sono gli altri (court-métrage)
- 2007 : L'esame (court-métrage)
- 2008 : Il grande spettacolo (court-métrage)
- 2010 : Foschia pesci Africa sonno nausea fantasia (documentaire, avec Daniele Vicari)
- 2013 : Città dell'uomo (documentaire)
- 2017 : I figli della notte (it)
- 2017 : L'eroe (court-métrage)
- 2021 : Ne me tue pas (Non mi uccidere)

#### À la télévision
- 2011 – 2012 : Mia et moi (Mia and Me)
- 2018 : Baby (avec Anna Negri)

### Comme scénariste
- 2007 : L'Inferno sono gli altri (court-métrage)
- 2007 : L'esame (court-métrage)
- 2008 : Il grande spettacolo (court-métrage)
- 2013 : Città dell'uomo (documentaire)
- 2017 : I figli della notte (it)
- 2017 : L'eroe (court-métrage)
- 2021 : Ne me tue pas (Non mi uccidere)

### Comme compositeur
- 2017 : I figli della notte (it)
- 2021 : Ne me tue pas (Non mi uccidere)

### Comme assistant-réalisateur
- 2003 : La Fenêtre d'en face (La finestra di fronte) de Ferzan Özpetek
- 2004 : Vento di terra de Vincenzo Marra

### Comme acteur
- 1994 : Dellamorte Dellamore de Michele Soavi
- 2001 : Pier Paolo Pasolini et la Raison d'un rêve (Pier Paolo Pasolini e la ragione di un sogno) de Laura Betti et Paolo Costella

## Récompenses et distinctions
Pour I figli della notte (it) :
- Ruban d'argent du meilleur nouveau réalisateur en 2017 ;
- Prix du jury jeune au festival du film italien d'Annecy en 2017 ;
- Prix du meilleur réalisateur au festival du film de Gallio en 2017 ;
- Prix du meilleur film au festival du film d'Ortigia en 2017 ;
- Nomination au grand prix du jury au festival du film italien d'Annecy en 2017 ;
- Nomination au David di Donatello du meilleur réalisateur débutant en 2018.